# Унтеріберг
Унтеріберг (нім. Unteriberg) — громада  в Швейцарії в кантоні Швіц, округ Швіц.

## Географія
Громада розташована на відстані близько 105 км на схід від Берна, 12 км на північний схід від Швіца.
Унтеріберг має площу 46,4 км², з яких на 3,8% дозволяється будівництво (житлове та будівництво доріг), 42,5% використовуються в сільськогосподарських цілях, 36,1% зайнято лісами, 17,7% не є продуктивними (річки, льодовики або гори).

## Демографія
2019 року в громаді мешкало 2398 осіб (+4% порівняно з 2010 роком), іноземців було 10%. Густота населення становила 52 осіб/км².
За віковим діапазоном населення розподілялося таким чином: 18,8% — особи молодші 20 років, 64,5% — особи у віці 20—64 років, 16,8% — особи у віці 65 років та старші. Було 1072 помешкань (у середньому 2,2 особи в помешканні).
Із загальної кількості 886 працюючих 145 було зайнятих в первинному секторі, 261 — в обробній промисловості, 480 — в галузі послуг.